# Lądowanie (wędkarstwo)
Lądowanie – termin używany w wędkarstwie odnoszący się do ostatniej fazy holu ryby.
Faza ta polega na wyciąganiu przyholowanej ryby na ląd. Możliwe są różne metody lądowania:
- z wyślizgiem – po zmęczeniu (uchodzeniu) ryba daje się spokojnie podprowadzić do wędkarza i nadaje się do wyjęcia bez narażania żyłki na zerwanie (metoda możliwa do zastosowania tylko przy płaskim brzegu),
- z chwytem – np. za skrzela, za oczodoły lub za nasadę płetwy ogonowej (np. łosoś),
- za pomocą podbieraka,
- za pomocą osęki – hakiem wbijanym w ciało ryby – najczęściej pysk (obecnie sposób uważany jest za barbarzyński)[1].